# Kenshō
Kenshō — инди-игра в жанре головоломки, разработанная российской независимой студией FIFTYTWO и изначально выпущенная 17 февраля 2017 года для мобильных устройств iOS, а позже для таких платформ, как OS X, Windows, Android и Nintendo Switch.
В данной игре необходимо перемещать плитки внутри сетки и уничтожать их, выравнивая от трёх плиток одного цвета в один ряд. Между тем, игра сопровождается демонстрацией открытия новых карманных миров, ведущих через каменные ворота.
Сама игра создавалась с упором на демонстрацию красивой визуальной эстетики. Музыкальное сопровождение написал шведский композитор Оскар Риделиус, который записывал музыку, живя в хижине, в лесу. Kenshō также получила ряд премий и наград.

## Игровой процесс

Демонстрация прохождения уровня

Игровой процесс собой совмещает в себе элементы игры три-в-ряд и перемещение плиток, как в 2048, где игрок должен перемещать плитки в ограниченной сетке и при выравнивании трёх и более плиток одного цвета, они разрушаются, оставляя свободное место для новых плиток. Некоторые плитки содержат ключевые элементы, которые необходимо собрать, уничтожая плитки. Собрав все нужные элементы, игрок переходит на следующий уровень. Если доска заполняется, то игра перезагружается, но игрок не теряет прогресс.
На более поздних уровнях вводятся новые механики, усложняющие прохождение, например стены, позволяющие перемещать плитки только в одном направлении, порталы, перемещающие плитки внутри сетки, каменные стеллы, занимающие ячейки и так далее. Когда игрок проходит уровень, он наблюдает за перемещающимся дроном и даже может влиять на его скорость передвижения, чтобы затем наблюдать, как доступ к новому уровню открывается в виде каменных ворот. Их открытое также представляет собой мини-игру.

## Разработка и выпуск
Разработкой игры занималась независимая студия разработчиков видео-игр FIFTYTWO, расположенная в России, Нижнем Новгороде. Раннее команда уже выпустила мобильную игру Jellies. Сама Kenshō создавалась, как игра-головоломка, ориентированная на демонстрацию богатых визуальных эффектов и затрагивающая тему восстановления природного баланса. Название игры — Kenshō, является японским термином из учений Дзэн и переводится, как «прозрение» и «природа».
В команду входили трое разработчиков. Всего на создание игры ушло более двух лет. При этом разработчики не сразу определились со стилем игры, поэтому с их утверждения, они «постоянно переделывали игру в поисках собственного уникального стиля». В начале команда хотела создать минималистскую двухмерную игру-головоломку. Разработчики сразу же создавали игру, чтобы она подходила для разных игровых платформ, с данной ориентировкой, команда создавала интерфейс и элементы управления игры. Поэтому например позже адаптация Kenshō на Nintendo Switch не составила особого труда. Команда отдельно выразила удивление тому, какие требования предъявляет компания Nintendo к качеству игр, выпускаемых на их платформах особенно после сотрудничества с App Store и Google Play.
Выход Kenshō для мобильных устройств iOS состоялся 17 сентября 2017 года, 5 октября для персональных компьютеров Mac OS, 22 декабря для мобильных устройств Android, 31 января 2018 года для персональных компьютеров Windows и для Nintendo Switch 2 августа 2018 года. Издателем выступила компания JetDogs. Kenshō выиграла две премии на мероприятии DevGAMM в категории «превосходное визуальное искусство» и «лучшая мобильных игра», а также приз на мероприятии Casual Connect в категории «лучшее аудио к игре».

## Музыка

Обложка саундтрека, выпущенного в 2017 году

Музыкальные композиции к игре написал шведский музыкант Оскар Риделиус, известный в интернете под именем «Ratvader». При создании музыки, он отталкивался от идеи отразить «сказочное повествование» в игре с помощью пасторальной электроакустической музыки, совмещая её с классическим инструментами, такими, как скрипка, фортепиано, аккордеон, гитара, бас-гитара, мелодика и гармоника. Сама музыка звучит «как бы приливами и отливами, словно ветер, проносящийся сквозь деревья в лесу».
При этом композитор работал над саундтреком, в это же время живя в хижине, в лесу Вермланда, центральной части Швеции. Сам музыкальный альбом в её цифровой версии был выпущен 29 ноября 2017 года.
| №                   | Название            | Автор(ы)            | Длительность |
| ------------------- | ------------------- | ------------------- | ------------ |
| 1.                  | «Sky»               | Ratvader            | 7:35         |
| 2.                  | «Woods»             | Ratvader            | 5:58         |
| 3.                  | «Cave»              | Ratvader            | 5:56         |
| 4.                  | «Jungle»            | Ratvader            | 4:26         |
| 5.                  | «Ocean»             | Ratvader            | 6:03         |
| 6.                  | «Thunder»           | Ratvader            | 6:17         |
| 7.                  | «Sandstorm»         | Ratvader            | 4:57         |
| 8.                  | «Fire»              | Ratvader            | 6:41         |
| 9.                  | «Blizzard»          | Ratvader            | 6:33         |
| 10.                 | «Valley»            | Ratvader            | 6:01         |
| 11.                 | «Universe»          | Ratvader            | 7:05         |
| Общая длительность: | Общая длительность: | Общая длительность: | Ratvader     |

## Критика
Критик сайта Switch Player заметил, что обманчиво простая Kenshō поражает своими яркими цветами, живой анимацией, инновационным дизайном меню и уровнями, предлагающими что-то гораздо более захватывающее и впечатляющее, чем любая игра-головоломка, в которую рецензент когда-либо играл или играл раньше. Отдельно критик похвалил музыкальные сопровождения Оскара Риделиуса, заметив, что песни были созданы ими с любовью и обязательно рекомендует играть в Kenshō с наушниками. Хотя некоторые игроки могут быть разочарованы отсутствием наказания в игре, критик признался, что получал удовольствие от того, что мог в любой момент выключить игру и возвращаться к ней, когда захочет.
Критик сайта Nindiennexus оставил более сдержанный отзыв. С одной стороны он похвалил художественную эстетику игры и медитативный опыт, который она дарит. Однако критик указал на то, что Kenshō не чувствуется настоящей игрой, никак не наказывая игрока за неудачи. Критик заметил, что в итоге ему было гораздо увлекательнее подбирать ключи к вратам, так как это был своего рода вызов. Хотя Kenshō явно не предназначена для того, чтобы в неё играли часами и на пролёт, критик заметил, что она подойдёт для коротких сеансов, например игры в поезде. Критик признался также, что был на столько впечатлён музыкой, что после игры, добавил её в свой музыкальный альбом в Spotify. Подытоживая, критик заметил, что Kenshō определённо понравится игрокам, любящим медитативные игры, но не тем, кто любит сталкиваться с вызовом.

## Внешние ссылки
- kensho.wefiftytwo.com — официальный сайт Kenshō